# Kepler-16b
Kepler-16b – planeta pozasłoneczna odkryta w 2011 roku, pierwsza potwierdzona planeta obiegająca gwiazdę podwójną. Planeta znajduje się w odległości 200 lat świetlnych od Ziemi. Gwiazdy tego układu okrążają się wzajemnie w ciągu 41 dni, a planeta okrąża ich wspólny środek ciężkości co prawie 229 dni. Planeta została odkryta metodą tranzytową.
Nie jest to pierwsza znana planeta znajdująca się w układzie wielokrotnym (podejrzewa się na przykład istnienie planety w potrójnym systemie HD 132563), ale po raz pierwszy potwierdzono obserwacyjnie istnienie planety obiegającej obydwa składniki i zaobserwowano tranzyt planety na tle obu gwiazd.

Plakat NASA

Planeta jest uważana za nietypową z innego powodu – według współczesnych teorii tworzenia się planet w układach podwójnych, aby mogły powstać tam planety o stabilnej orbicie, muszą znajdować się przynajmniej siedem razy dalej, niż oddalone są od siebie obydwie gwiazdy. Planeta Kepler-16b znajduje się tylko w połowie tej odległości.
| Jowisz | Kepler-16b |
| ------ | ---------- |
|        |            |

## Charakterystyka
Kepler-16b jest zimnym, nieprzyjaznym dla życia światem. Planeta ma wielkość porównywalną z Saturnem i składa się pół na pół ze skał i gazu. Gwiazdy w tym układzie podwójnym są mniejsze od Słońca. Jedna z nich ma 0,69 masy Słońca (typ widmowy K – pomarańczowy karzeł), a druga tylko 0,2 M☉ (typ widmowy M – czerwony karzeł).
Planeta znajduje się w zewnętrznej części ekosfery; odległość od centralnej pary gwiazd jest podobna jak Wenus od Słońca, ale temperatura na jej powierzchni wynosi ok. -100 °C, więc nie może tam istnieć woda w stanie ciekłym. Ponieważ jednak sama planeta znajduje się w ekosferze, zwanej też „strefą Złotowłosej”, możliwe jest, że jeżeli posiada znacznej wielkości egzoksiężyc, to zakładając iż jest on wystarczający duży, aby mieć własną atmosferę, warunki na jego powierzchni mogą pozwalać na istnienie ciekłej wody i powstanie życia.
Z powodu zmian orbity planety przejścia przed jedną z gwiazd przestaną być obserwowalne z Ziemi w 2014, a przed drugą (jaśniejszą) – w 2018. Potem planeta pozostanie niemożliwa do wykrycia za pomocą metody tranzytów aż do mniej więcej 2042.
Niektórzy naukowcy nazywają tę planetę nieoficjalnie „Tatooine”, od nazwy fikcyjnej planety z sagi Gwiezdne wojny, nad którą w jednej ze scen filmu zachodziły dwa słońca.